# Grandview (Washington)
Grandview es una ciudad ubicada en el condado de Yakima en el estado estadounidense de Washington. En el año 2020 tenía una población de 10.907 habitantes y una densidad poblacional de 599,4 personas por km².

## Geografía
Grandview se encuentra ubicada en las coordenadas 46°15′13″N 119°54′36″O / 46.25361, -119.91000.

## Demografía
Según la Oficina del Censo en 2000 los ingresos medios por hogar en la localidad eran de $32.588, y los ingresos medios por familia eran $36.165. Los hombres tenían unos ingresos medios de $29.321 frente a los $21.959 para las mujeres. La renta per cápita para la localidad era de $12.489. Alrededor del 20,3% de la población estaban por debajo del umbral de pobreza.